# 全国中等学校優勝野球京浜大会
全国中等学校優勝野球京浜大会（ぜんこくちゅうとうがっこうゆうしょうやきゅうけいひんたいかい）は、1918年（第4回大会）から1922年（第8回大会）まで東京府と神奈川県を対象に行われた全国中等学校優勝野球大会の地方大会。

## 概要
前年まで関東大会に参加していた東京府と神奈川県を対象に1918年（第4回大会）から京浜大会が編成された。5回行われ、5回とも東京府勢が優勝した。
1923年（第9回大会）から東京府は単独で東京大会、神奈川県は前年まで東海大会に参加していた静岡県と神静大会を編成することとなり、京浜大会は消滅した。

## 歴代代表校
| 年度                | 参加地域     | 参加校 | 代表校（出場回数）         | 決勝スコア | 準優勝校     | 全国大会      |
| ------------------- | ------------ | ------ | -------------------------- | ---------- | ------------ | ------------- |
| 1918年（第4回大会） | 東京・神奈川 | 16校   | 慶応普通部（3年連続3回目） | 4-1        | 横浜商       | （中止）      |
| 1919年（第5回大会） | 東京・神奈川 | 16校   | 慶応普通部（4年連続4回目） | 6-4        | 早稲田実     | ベスト8       |
| 1920年（第6回大会） | 東京・神奈川 | 16校   | 慶応普通部（5年連続5回目） | 9-6        | 横浜商       | 準優勝        |
| 1921年（第7回大会） | 東京・神奈川 | 16校   | 慶応普通部（6年連続6回目） | 2-0        | 東京高師付中 | 2回戦（初戦） |
| 1922年（第8回大会） | 東京・神奈川 | 8校    | 早稲田実（7年ぶり2回目）   | 6-0        | 横浜貿易     | 1回戦         |

## 学校別優勝回数
- 慶応普通部（4回） - 後身の慶応が神奈川県勢となるのは1950年（第32回大会）から。前年までは東京都（東京府）勢。
- 早稲田実（1回）